# Le Livre d'or de la science-fiction : Roger Zelazny
Le Livre d'or de la science-fiction : Roger Zelazny est un recueil de nouvelles de Roger Zelazny, paru en décembre 1983 dans la collection Le Livre d'or de la science-fiction, aux éditions Presses Pocket.

## Préface
- « Roger Zelazny : entre Frankestein et Pygmalion » : préface de Marcel Thaon.

## Liste et résumés des nouvelles

### Le Mystère de la passion
- Titre original : Passion Play
- Publication : 1962
- Résumé :
- Liens externes :

### Corrida
- Titre original : Corrida
- Publication : 1968
- Résumé :
- Liens externes :

### L'Assassinat politique considéré comme une attraction foraine
- Titre original : No Award
- Publication : 1977
- Résumé :
- Liens externes :

### En exposition
- Titre original : A Museum Piece
- Publication : 1963
- Résumé :
- Liens externes :

### Le Cadeau des Borgia
- Titre original : The Borgia Hand
- Publication : 1963
- Résumé :
- Liens externes :

### Le Monstre et la Pucelle
- Titre original : The Monster and the Maiden
- Publication : 1964
- Résumé :
- Liens externes :

### La Véritable Histoire d'Ulysse et de la fée Circée
- Titre original : Circe has her Problems
- Publication : 1963
- Résumé :
- Liens externes :

### La Sangsue mécanique
- Titre original : The Stainless Steel Leech
- Publication : 1963
- Résumé :
- Liens externes :

### Évasions
- Titre original : The Misfit
- Publication : 1963
- Résumé :
- Liens externes :

### Que vienne le pouvoir
- Titre original : Come Now the Power
- Publication : 1966
- Résumé :
- Liens externes :

### Clefs pour décembre
- Titre original : The Keys to December
- Publication : 1966
- Résumé :
- Liens externes :

### Lumière lugubre
- Titre original : Dismal Light.
- Publication : 1968.
- Résumé :
- Liens externes :

### L'Homme qui aimait la Faïoli
- Titre original : The Man Who Loved the Faioli
- Publication : 1967
- Résumé :
- Liens externes :

### Une plage au bout du chemin
- Titre original : The Engine at Heatspring's Center
- Publication : 1974
- Résumé :
- Liens externes :

### Les Amours de vacances
- Titre original : Halfjack
- Publication : 1979
- Résumé :
- Liens externes :

### Le temps d'un souffle, je m'attarde
- Titre original : For a Breath, I Tarry
- Publication : 1966
- Remarque : la nouvelle a été nommée d'après un poème de A. E. Housman du recueil A Shropshire Lad.
- Résumé : Gel est contrôleur du Nord, c'est une intelligence artificielle aux ordres de Solcom. Il œuvre à la reconstruction d'une Terre sur laquelle ne subsiste plus un humain vivant. Mais il a un violon d'Ingres : il étudie l'homme et en vient à vouloir devenir humain pour comprendre l'humanité.
- Thématique : Au fil de la recherche de Gel, Roger Zelazny explore à sa manière ce qui fait le propre de l'homme.
- Lien externe : (en) Texte complet en version originale

### Le Chant du babouin bleu
- Titre original : Song of Blue Baboon
- Publication : 1968
- Résumé :
- Liens externes :

### Une effroyable et merveilleuse beauté
- Titre original : A Thing of Terrible Beauty
- Publication : 1963
- Résumé :
- Liens externes :

### La Fièvre du collectionneur
- Titre original : Collector's Fever
- Publication : 1964
- Résumé :
- Liens externes :

### L'Anneau du Roi Salomon
- Titre original : King's Solomon's Ring
- Publication : 1963
- Résumé :
- Liens externes :

### Le Jeu de cendre et sang
- Titre original : The Game of Blood and Dust
- Publication : 1975
- Résumé :
- Liens externes :

### La Route de Dilfar
- Titre original : Passage to Dilfar
- Publication : 1965
- Résumé :
- Liens externes :

### Thélinde chantait
- Titre original : Thellinde's Song
- Publication : 1965
- Résumé :
- Liens externes :

### Le Dernier Rempart de Camelot
- Titre original : The Last Defense of Camelot
- Publication : 1979
- Résumé :
- Liens externes :

### L'amour est un nombre imaginaire
- Titre original : Love is an imaginary number
- Publication : 1966
- Résumé :
- Liens externes :